# KiK Textilien und Non-Food
KiK eller KiK Textilien und Non-Food GmbH er en tysk tøjdiscountbutikskæde med hovedkvarter i Bönen.
KiK blev etableret i 1994 af Stefan Heinig og det er et datterselskab til Tengelmann Group. KiK er et akronym for "Kunde ist König".
De har ca. 3.500 butikker i Tyskland, Østrig, Slovenien, Tjekkiet, Ungarn, Slovakiet, Kroatien, Polen og Nederlandene.